# Metropola Roma
Roma este o provincie în regiunea Lazio, Italia. Capitala provincială este orașul Roma, care este și capitala regiunii Lazio și capitala națională și cel mai mare oraș din Italia. Din 2015 a fost transformată în Metropola Roma.